# Zuiderdriehoek

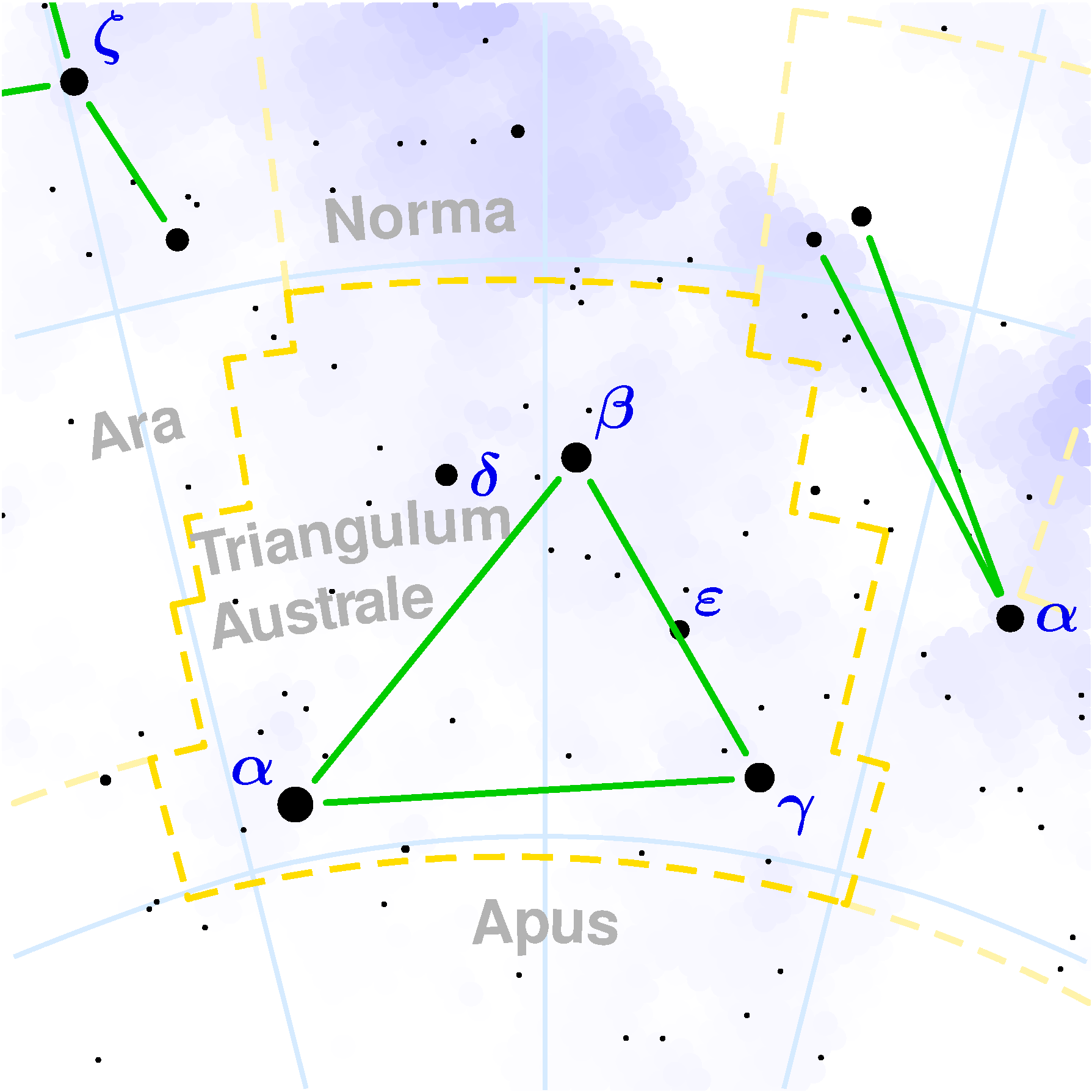
Kaart van het sterrenbeeld Zuiderdriehoek.

Zuiderdriehoek (Triangulum Australe, afkorting TrA) is een sterrenbeeld aan de zuiderhemel tussen rechte klimming 14u50m en 17u09m en tussen declinatie −60° −70'. Het sterrenbeeld, die vanaf de breedte van de Benelux niet te zien is, werd in het najaar van 1597 (of in het voorjaar van 1598) geïntroduceerd door Petrus Plancius, uitgaande van waarnemingen door de zeevaarders Pieter Dircksz Keyser en Frederik de Houtman.

## Sterren
De helderste ster in de Zuiderdriehoek is Atria (α, alpha Trianguli Australis).

## Telescopisch waarneembare objecten

### New General Catalogue (NGC)
NGC 5844, NGC 5938, NGC 5979, NGC 6025, NGC 6156, NGC 6183

### Index Catalogue (IC)
IC 4571, IC 4584, IC 4585, IC 4595

## Aangrenzende sterrenbeelden
(met de wijzers van de klok mee)
- Winkelhaak (Norma)
- Passer (Circinus)
- Paradijsvogel (Apus)
- Altaar (Ara)